# Enciastraia
L'Enciastraia (Tête de l'Enchastraye in francese) è una montagna delle Alpi Marittime alta 2.955 m, situata sul confine tra Francia ed Italia.

## Caratteristiche
Il monte è situato sulle Alpi Marittime lungo la dorsale che segna il confine tra Italia e Francia che parte a nord dal Colle della Maddalena e che prosegue verso poi verso sud est in direzione della Rocca dei Tre Vescovi. Per la metà italiana il monte è situato nel territorio del comune di Argentera, in Provincia di Cuneo.
È coperta alla base da ghiaioni e pietraie, e la sua sommità evidenzia delle spesse stratificazioni, specie se vista dal lato est. Il corpo montuoso dal quale si erge la vetta si sviluppa per una superficie maggiore in direzione ovest, dove si trovano diversi laghetti alpini, ed è più ripido sul lato est.
Il nome parrebbe derivare dall'occitano enchastre, che indica un recinto dove vengono rinchiuse le greggi nei pascoli di alta quota.
In prossimità del lato francese del Colle del Puriac la zona è Parco Nazionale e, al fine di evitare di molestare la fauna locale, è vietato accedervi con animali domestici anche al guinzaglio, pena pesanti sanzioni.

## Ascensione alla vetta
La via d'accesso più comoda prevede la partenza da Ferrere, dove si seguono le indicazioni per la Bassa di Colombart. Da qui si continua lungo il sentiero principale in direzione del Colle del Puriac, che segna il confine tra Italia e Francia. Si prosegue in cresta lungo il sentiero principale in direzione Rocca dei Tre Vescovi/'Enciastraia: giunti ai piedi della Rocca dei Tre Vescovi il sentiero taglia longitudinalmente la pancia nord del monte e, attraverso una sassaia, conduce ai piedi dell'Enciastraia.
Qui si prosegue lungo la salita in direzione nord fino a giungere alla cresta, dove il sentiero piega verso sud e si allarga. Si percorre quindi l'ultimo breve tratto in leggera salita fino alla vetta. L'ascensione è di tipo escursionistico, con difficoltà valutata in EE.
Un secondo itinerario di risalita prevede la partenza dalle grange di Argentera.
Si può inoltre salire dal lato Francese partendo dal Parcheggio di Camp des Fourches.

### Ascensione invernale
La vetta è raggiungibile anche in inverno, con un itinerario di sci alpinismo.